# Bộ Cá tráp mắt vàng
Bộ Cá tráp mắt vàng (tên khoa học: Beryciformes) là một bộ cá vây tia. Cho tới năm 2013 thì nó được coi là chứa 7 họ. Phần lớn các loài sống ở vùng nước biển sâu và tránh ánh sáng, đến gần hơn vào bề mặt nước vào ban đêm.
Một số tác giả khác, như Ricardo Betancur-R et al. (2013), lại mở rộng bộ Beryciformes để chứa cả hai bộ Stephanoberyciformes nghĩa hẹp và Cetomimiformes, nhưng xếp họ Holocentridae sang một bộ riêng, gọi là Holocentriformes. Trong trường hợp này định nghĩa và giới hạn của bộ gần giống như bộ Trachichthyiformes sensu Moore, 1993, ngoại trừ việc Moore loại họ Berycidae ra khỏi bộ này cũng như công nhận họ Megalomycteridae gồm 4 chi Ataxolepis, Cetomimoides, Megalomycter, Vitiaziella (hiện nay coi là một phần họ Cetomimidae).

## Phân loại
Patterson (1964) chia Beryciformes thành 3 phân bộ là: Polymixioidei (chứa Polymixia và vài chi tuyệt chủng); Dinopterygoidei (chứa nhóm đa dạng các loài tuyệt chủng) và Berycoidei (chứa ít nhất 11 họ cá dạng beryciform còn sinh tồn, bao gồm cả Berycidae và Holocentridae). Patterson cho rằng cá dạng stephanoberycoid đại diện cho một bộ tách rời.
Năm 1966, Greenwood et al. bổ sung phân bộ Stephanoberycoidei vào Beryciformes.
Theo định nghĩa của Greenwood et al. thì bộ Beryciformes (Xenoberyces, Berycomorphi, một phần Berycoidei, một phần Stephanoberyciformes) chia ra như sau:
- Phân bộ Polymixioidei
  - Polymixiidae
- Phân bộ Berycoidei
  - Anomalopidae
  - Anoplogasteridae (Caulolepidae)
  - Berycidae
  - Diretmidae
  - Holocentridae ( hay Holocenthridae)
  - Korsogasteridae
  - Monocentridae
  - Trachichthyidae (gồm cả Hoplopterygidae, Sorosichthyidae)
- Phân bộ Stephanoberycoidei
  - Gibberichthyidae
  - Melamphaidae (hay Melamphaeidae, Melamphasidae)
  - Stephanoberycidae

Bộ này thời điểm 2013-2014 được coi là chứa 7 họ:
- Phân bộ Berycoidei
  - Berycidae — cá tráp mắt vàng
- Phân bộ Trachichthyoidei
  - Anomalopidae — cá mắt đèn
  - Anoplogastridae — cá răng nanh
  - Diretmidae — cá sơn đá mắt đen
  - Monocentridae — cá nành xe
  - Trachichthyidae — cá sơn đá đầu trơn
- Phân bộ Holocentroidei
  - Holocentridae — cá sơn đá

Khi bao gồm cả Stephanoberyciformes nghĩa hẹp và Cetomimiformes như định nghĩa phiên bản 1 tới 3 trong giai đoạn 2013-2016 của Betancur-R et al. thì bộ này bao gồm 13 họ sau:
- Anomalopidae
- Anoplogastridae
- Barbourisiidae (từ Cetomimiformes)
- Berycidae
- Cetomimidae (từ Cetomimiformes)
- Diretmidae
- Gibberichthyidae (từ Stephanoberyciformes nghĩa hẹp)
- Hispidoberycidae (từ Stephanoberyciformes nghĩa hẹp)
- Melamphaidae (từ Stephanoberyciformes nghĩa hẹp)
- Monocentridae
- Rondeletiidae (từ Cetomimiformes)
- Stephanoberycidae (từ Stephanoberyciformes nghĩa hẹp)
- Trachichthyidae (không đơn ngành)

Trong phiên bản 4 năm 2017, Betancur-R et al. định nghĩa bộ này như sau:
- Phân bộ Berycoidei
  - Berycidae: 2 chi, 10 loài.
  - Melamphaidae: 5 chi, 70 loài.
- Phân bộ Stephanoberycoidei
  - Barbourisiidae: 1 chi, 1 loài (Barbourisia rufa).
  - Cetomimidae: 16 chi, 30 loài.
  - Gibberichthyidae: 1 chi, 2 loài.
  - Hispidoberycidae: 1 chi, 1 loài (Hispidoberyx ambagiosus)
  - Rondeletiidae: 1 chi, 2 loài.
  - Stephanoberycidae: 4 chi, 4 loài.

đồng thời phục hồi bộ Trachichthyiformes sensu Moore 1993 với các họ sau:
- Anomalopidae: 6 chi, 9 loài.
- Anoplogastridae: 1 chi, 2 loài.
- Diretmidae: 3 chi, 4 loài.
- Monocentridae: 2 chi, 4 loài.
- Trachichthyidae: 8 chi, 48 loài.

## Phát sinh chủng loài
Phát sinh chủng loài trong phạm vi  Acanthopterygii vẽ theo Betancur-Rodriguez et al. 2017.

|  | Beryciformes       |
|  |                    |
|  | Trachichthyiformes |
|  |                    |

| Holocentrimorphaceae | Holocentriformes |
|                      | Holocentriformes |
|                      | Percomorphaceae  |
|                      |                  |

|  | Beryciformes       |
|  |                    |
|  | Trachichthyiformes |
|  |                    |

| Holocentrimorphaceae | Holocentriformes |
|                      | Holocentriformes |
|                      | Percomorphaceae  |
|                      |                  |

Phát sinh chủng loài trong phạm vi  Acanthopterygii vẽ theo Borden et al. (2019):

|  | Beryciformes                                                     |
|  |                                                                  |
|  | \| \| Holocentriformes \| \| \| \| \| \| Percomorpha \| \| \| \| |
|  |                                                                  |
|  | Holocentriformes                                                 |
|  |                                                                  |
|  | Percomorpha                                                      |
|  |                                                                  |

|  | Holocentriformes |
|  |                  |
|  | Percomorpha      |
|  |                  |

|  | Beryciformes                                                     |
|  |                                                                  |
|  | \| \| Holocentriformes \| \| \| \| \| \| Percomorpha \| \| \| \| |
|  |                                                                  |
|  | Holocentriformes                                                 |
|  |                                                                  |
|  | Percomorpha                                                      |
|  |                                                                  |

|  | Holocentriformes |
|  |                  |
|  | Percomorpha      |
|  |                  |

Phát sinh chủng loài nội bộ bộ Beryciformes vẽ theo Betancur et al. (2017):

|  | Melamphaidae |
|  |              |
|  | Berycidae    |
|  |              |

|  | Rondeletiidae                                                        |
|  |                                                                      |
|  | \| \| Barbourisiidae \| \| \| \| \| \| Stephanoberycidae \| \| \| \| |
|  |                                                                      |
|  | Barbourisiidae                                                       |
|  |                                                                      |
|  | Stephanoberycidae                                                    |
|  |                                                                      |

|  | Barbourisiidae    |
|  |                   |
|  | Stephanoberycidae |
|  |                   |

|  | Rondeletiidae                                                        |
|  |                                                                      |
|  | \| \| Barbourisiidae \| \| \| \| \| \| Stephanoberycidae \| \| \| \| |
|  |                                                                      |
|  | Barbourisiidae                                                       |
|  |                                                                      |
|  | Stephanoberycidae                                                    |
|  |                                                                      |

|  | Barbourisiidae    |
|  |                   |
|  | Stephanoberycidae |
|  |                   |

|  | Melamphaidae |
|  |              |
|  | Berycidae    |
|  |              |

|  | Rondeletiidae                                                        |
|  |                                                                      |
|  | \| \| Barbourisiidae \| \| \| \| \| \| Stephanoberycidae \| \| \| \| |
|  |                                                                      |
|  | Barbourisiidae                                                       |
|  |                                                                      |
|  | Stephanoberycidae                                                    |
|  |                                                                      |

|  | Barbourisiidae    |
|  |                   |
|  | Stephanoberycidae |
|  |                   |

|  | Rondeletiidae                                                        |
|  |                                                                      |
|  | \| \| Barbourisiidae \| \| \| \| \| \| Stephanoberycidae \| \| \| \| |
|  |                                                                      |
|  | Barbourisiidae                                                       |
|  |                                                                      |
|  | Stephanoberycidae                                                    |
|  |                                                                      |

|  | Barbourisiidae    |
|  |                   |
|  | Stephanoberycidae |
|  |                   |